# Birkerød Kommune
| Strukturdaten       | Strukturdaten     |
| ------------------- | ----------------- |
| Gemeindenummer      | 205               |
| Sitz der Verwaltung | Birkerød          |
| Fläche              | 33,57 km²         |
| Einwohner           | 22.321 (2006)     |
| Kommune seit 2007   | Rudersdal Kommune |

Birkerød Kommune [ˈbiʀgəʀøːʔð] war bis Dezember 2006 eine dänische Kommune im damaligen Frederiksborg Amt im Nordosten der Insel Seeland. Seit Januar 2007 ist sie zusammen mit der ehemaligen Kommune Søllerød Teil der neugebildeten Rudersdal Kommune (Region Hovedstaden). Birkerød Kommune lag im nördlichen Vorortbereich von Kopenhagen.

## Entwicklung der Einwohnerzahl
- 9. November 1970 - 20.940
- 1. Januar 1972 - 21.001
- 1. Januar 1980 - 21.988
- 1. Januar 1985 - 21.567
- 1. Januar 1990 - 20.671
- 1. Januar 1995 - 20.471
- 1. Januar 1999 - 21.215
- 1. Januar 2000 - 21.186
- 1. Januar 2003 - 21.696
- 1. Januar 2004 - 21.715
- 1. Januar 2005 - 21.930